# ロタ (北欧神話)
ロタ（古ノルド語：Róta）は、北欧神話に登場するワルキューレの1人である。
『スノッリのエッダ』第一部『ギュルヴィたぶらかし』第36章によると、ロタは他のワルキューレのグズ(en)、スクルドとともに、馬で戦場に現れて戦死者を選び取るとともに、戦闘の帰結を決めるという。